# KBS 뉴스 930 제주
《KBS 뉴스 930 제주》는 KBS 제주 1TV에서 매주 평일 오전 9시 45분에 방송 중인 제주 지역 뉴스 프로그램이다.

## 개요
KBS 제주 뉴스 930으로 읽는다.

## 앵커
| 대수 | 진행자          | 진행 기간                         | 비고        |
| ---- | --------------- | --------------------------------- | ----------- |
| 1대  | 고새롬 아나운서 | 일자 미상 ~ 2024년 4월 14일       | [ 1 ] [ 2 ] |
| 2대  | 문의순 아나운서 | 2024년 4월 15일 ~ 2024년 6월 16일 | [ 3 ]       |
| 3대  | 정현정 아나운서 | 2024년 6월 17일 ~ 2025년 5월 30일 | [ 4 ] [ 5 ] |
| 4대  | 한승훈 아나운서 | 2025년 6월 2일 ~ 현재             |             |

## 경쟁 프로그램
- 930 MBC 뉴스 제주 (제주MBC TV)